# Valdemar Langlet
Pour les articles homonymes, voir Langlet.
Valdemar Langlet [lan’lé], né le 17 décembre 1872 à Lerbo (Suède) et mort le 16 octobre 1960 à Sankt Matteus (Stockholm), est un écrivain et journaliste suédois qui s'est illustré par son action pour sauver de nombreux juifs hongrois de la Shoah. Il est honoré en tant que « Juste parmi les nations ».

## Biographie

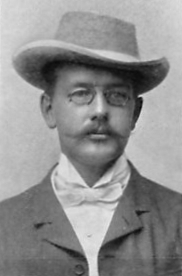
Waldemar Langlet en 1906

Valdemar Langlet est né le 17 décembre 1872 à Lerbo, en Suède. Après ses études, il devient ingénieur, journaliste, et ensuite rédacteur de divers journaux suédois (entre autres : le Svensk Handelstidning, le Svenska Dagbladet). Il écrit des livres sur des thèmes d’actualité et sur ses longs voyages en Russie et en Hongrie.
En 1899, il épouse une espérantiste finlandaise, Signe Blomberg, de Turku (Åbo, en suédois). Après la mort de celle-ci en 1921, il rencontre Nina Borovko (qui est la fille de son ami, le pionnier de l'espéranto russe Nikolaï Afrikanovitch Borovko) avec qui il se marie en 1925. 
En 1891, il est le cofondateur du Club d’Espéranto d’Uppsala, le second club espérantiste du monde dont il fut le président durant de nombreuses années. Lorsque fut fondée, en 1906, la Fédération Suédoise d’Espéranto, il en devint aussi le président jusqu’au schisme de l’Ido, à Pâques 1909.
Valdemar Langlet fit plusieurs longs voyages en Russie, le premier dès 1895. Il parcourut aussi 1 000 km à cheval en Hongrie. Il écrivit par la suite un livre sur ses aventures hongroises.
En cette année déjà, il faisait de la propagande pour l’espéranto par les enveloppes de ses lettres, sur le recto desquelles était imprimé en grandes lettres : Lingvo internacia Esperanto et, au verso, un texte en langue suédoise contenant tout l’essentiel de la langue et les adresses de l’expéditeur et du Club d’Espéranto d’Uppsala. En 1932, Langlet commença à être employé à l’Université de Budapest comme lecteur en suédois. Il fut en même temps fonctionnaire à l’ambassade suédoise de la capitale hongroise.

### Seconde Guerre mondiale
En 1944, lorsque l’évolution de la Seconde Guerre mondiale mit de plus en plus la vie des Hongrois en danger, Langlet continua à assumer ses deux fonctions. Il vit les persécutions de plus en plus cruelles non seulement de juifs, mais aussi d’autres personnes qui ne plaisaient pas au régime fasciste d’alors. Avec son épouse Nina, il prit l’initiative d’un travail sous la protection de la Croix-Rouge suédoise. Durant une première période, il aida d’abord particulièrement des hommes qu’il connaissait auparavant. Mais le groupe s’agrandit peu à peu. Devant sa porte apparaissaient de longues files de gens qui attendaient son aide.
La propre maison de Nina et Valdemar vint à ne plus suffire pour cette action. Il chercha et loua des appartements, des maisons et des propriétés. Des gens qui abandonnaient la ville mirent leur maison à sa disposition. En de nombreux endroits, et à Budapest et aux alentours, ils établirent des orphelinats et des infirmeries pour les personnes âgées. Ils distribuèrent de la nourriture et des médicaments. Dans quelques centres de soins, ils cachèrent secrètement, de temps à autre, des gens qui étaient persécutés du fait qu’ils étaient juifs ou des personnes qui, d’une certaine façon, ne convenaient aux fascistes hongrois ou aux SS allemands.
Durant la dernière année de la guerre, des milliers de juifs hongrois furent déportés dans des camps de concentration et d'extermination nazis. Langlet avait déjà établi, dès ses premières années à Budapest, des relations chaleureuses avec de nombreuses familles juives. Au début de 1944, il remarqua soudainement que quelques-unes de ses connaissances avaient disparu sans laisser de traces. D’autres le cherchaient clandestinement pour exprimer leur grande peur d’une arrestation prochaine et d’une déportation vers un camp. Langlet comprit alors qu’il était absolument nécessaire de faire quelque chose. Par le biais d’actions officielles de l’ambassade suédoise, il put aider quelques personnes ayant une sorte de lien avec la Suède.
Bien qu’il n’eût pas le droit d’agir sans l’accord des autorités suédoises de Stockholm, il créa une section spéciale de protection, d’abord à l’ambassade, ensuite dans le cabinet de travail de son domicile. Au nom de la Croix Rouge suédoise, il commença à éditer des certificats imprimés sur lesquels Langlet affirmait que le détenteur  du document attendait la citoyenneté suédoise et qu’il était, de ce fait, placé sous “la protection spéciale suédoise”.
Au début, il ne s’agissait que de rares documents particuliers par jour, mais, petit à petit, les informations sur les sauf-conduits se répandirent vastement par ouï-dire, pas seulement à Budapest. Des groupes de plus en plus grands de personnes apeurées accoururent en demandant son aide.
Les activités de Langlet étaient encore acceptées par les autorités hongroises. Des milliers, peut-être des dizaines de milliers de documents avaient déjà été distribués, et l'affaire semblait ne plus être contrôlable. L'ambassade suédoise ressentait une crainte facilement compréhensible. Ils avaient sans doute atteint le point de risque où les documents pseudo-officiels édités par Langlet pourraient perdre toute leur validité.
Dans cette situation, l'ambassade suédoise se tourna vers la direction principale de la Croix-Rouge suédoise et lui demanda d'envoyer de l'aide à Budapest. Raoul Wallenberg fut envoyé à Budapest. Arrivé sur place, il accepta d'emblée la méthode de travail de Langlet, mais, comme représentant officiel suédois, il pouvait remplacer les sauf-conduits par les « passeports de protection Wallenberg » mondialement connus qu'il avait édités au nom du gouvernement suédois. Valdemar Langlet et Nina poursuivirent leurs actions d'aide dans un moment de pagaille alors que les armées soviétiques se déplaçaient dans Budapest. Le monde connaît l'œuvre et le sort de Wallenberg. On pense que Wallenberg disparut durant les derniers jours de la Seconde Guerre mondiale.
Sa disparition mystérieuse suscita de l’intérêt à travers le monde. Son nom est bien connu. Il fut pris par la police secrète soviétique, et ce n’est que depuis l’effondrement de l’Union soviétique que l’on sait dans les grandes lignes ce qui lui est arrivé.

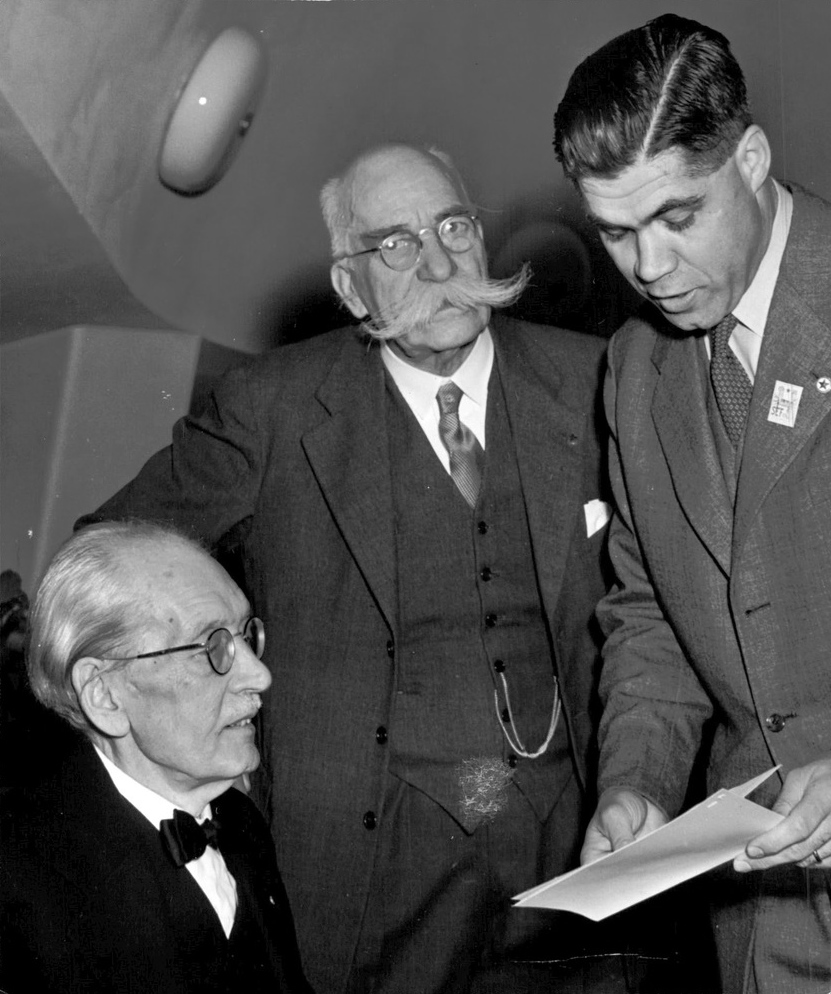
Waldemar Langlet, assis, en compagnie de et, en 1952.

Quelques mois après la fin de la guerre, âgé de plus de 70 ans, Valdemar et son épouse, après un voyage long et fatigant, revinrent en Suède totalement dépourvus de quoi que ce soit. Il ne purent rapporter qu’un peu de vêtements et quelques affaires personnelles dans leur pays. Tout leur argent avait été utilisé dans leur action d’aide ; leur état de santé était très mauvais.
Ils ont vécu durant de nombreuses années dans de très modestes conditions dans la petite paroisse de Lerbo, près de la ville de Katrineholm, dans la partie centrale de la province de Södermanland (Sudermanie), en Suède.

## Hommage
Les activités de Valdemar et Nina Langlet sont très connues en Hongrie. Une école de Budapest porte le nom de Langlet en son honneur. Il est honoré en tant que « Juste parmi les nations » (Citoyen d’honneur) dans l'État d'Israël.
En Suède, peu de gens savent aujourd’hui qui étaient les époux Langlet et encore moins nombreux sont ceux qui savent quelque chose sur leur grande œuvre héroïque et risquée pour leur vie, pour des victimes souffrant de la guerre et du racisme.

## Ouvrages de Valdemar et Nina Langlet
- Till häst genom Ungern, Valdemar Langlet, 1934 (en suédois).
- Verk och dagar i Budapest, Valdemar Langlet,  1946 (en suédois).
- Kaos i Budapest, Nina Langlet, Vällingby : Harrier, 1982 (en suédois).
- Kaoso en Budapeŝto, Nina Langlet,  traduit en espéranto par Kalle Kniivilä (eo). Commentaire d’István Ertl.  Varna : Bambu, Bulgarie, 2001. 168 p., broché.  (ISBN 954-9637-08-5). Extraits

## À propos de Valdemar et de Nina Langlet
- Valdemar Langlet - heroo en la ombro de Wallenberg, Henry Thomander, La Espero - Organe de la fédération suédoise d'espéranto (eo), 1991:1.
- Valdemar Langlet - en hjälte i Wallenbergs skugga, Henry Thomander,  “'Söderman-lands Nyheter, 1992 04 03 (en suédois).
- Esperantisto kontraŭ malhomeco, Kalle Kniivilä, Esperanto – Organe de l’association mondiale d’espéranto, 1995:5.
- Valdemar Langlet - en glömd hjälte, Agneta Emanuelsson (en suédois).
- Valdemar Langlet - räddare i faran,  Björn Runberg (en suédois).
- Valdemar Langlet, le sauveur en danger, Björn Runberg, traduit du suédois par Nadine Ganivel. Éditions cheminements, Coudray-Macouard. 2003. 134 p.